# NGC 4148
NGC 4148 is een spiraalvormig sterrenstelsel in het sterrenbeeld Jachthonden. Het hemelobject werd op 7 februari 1866 ontdekt door de Duits-Deense astronoom Heinrich Louis d'Arrest.

## Synoniemen
- UGC 7158
- MCG 6-27-18
- ZWG 187.16
- PGC 38704